# Derecho penal del enemigo
Derecho penal del enemigo es la expresión acuñada por Günther Jakobs en 1985, para referirse a las normas que en el Código Penal alemán (Strafgesetzbuch o StGB) sancionaban penalmente conductas, sin que se hubiere afectado el bien jurídico, pues ni siquiera se trataba del inicio de la ejecución. Estas normas no castigan al autor por el hecho delictivo cometido sino por el hecho de considerarlo peligroso.
Según Jakobs, ciertas personas, porque son enemigos de la sociedad (o estado), no tienen todas las protecciones y procedimientos penales que se dan a otras personas. Jakobs propone la distinción entre un derecho penal del ciudadano (Bürgerstrafrecht), que se caracteriza por el mantenimiento de la vigencia de la norma, y un derecho penal para enemigos (Feindstrafrecht), orientado a combatir los peligros, y que permite que cualquier medio disponible sea utilizado para castigar estos enemigos.
Por lo tanto, el derecho penal del enemigo no constituye en sí mismo un corpus legislativo, sino que significa la suspensión de ciertas leyes, justificada por la necesidad de proteger la sociedad o el Estado contra determinados peligros. La mayoría de los estudiosos del derecho penal y de la filosofía del derecho se oponen al concepto de Feindstrafrecht. Günther Jakobs, a su vez, señala que sólo describe algo que ya existe, mientras que sus críticos dicen que asume una posición afirmativa en su publicación de 2004. 
En esta publicación, Jakobs propone que cualquier persona que no respete las leyes y el orden legal de un Estado -o que pretenda destruirlos- debe perder todos los derechos como ciudadano y como ser humano y que el Estado debe permitir a esta persona sea perseguida por todos los medios disponibles. Esto significa, por ejemplo, que un terrorista que quiera subvertir las normas de la sociedad, un criminal que ignora las leyes y un miembro de la mafia que sólo respete las reglas de su clan, deberían ser designados como «no-personas »y ya no merecerían ser tratados como personas, sino como enemigos.
Jakobs justifica la necesidad de un derecho penal del enemigo filosóficamente, y se refiere a la teoría hobbesiana del contrato social y su interpretación por Immanuel Kant. Quien acaba con este contrato social mediante su deshonra, deja la sociedad y entra en el estado natural sin ley. De este modo, pierde sus derechos como persona y se convierte en un enemigo, y como tal, debe ser perseguido por la sociedad.

## Legitimidad del Derecho Penal del Enemigo
Jakobs en 1985 consideraba que en un Estado de libertades solo tiene cabida un derecho penal de ciudadanos.  Después del Congreso, el tema no fue tratado apenas durante algunos años, si bien Jakobs seguía publicando.
Cuando se produjeron los sucesos del 11 de septiembre y se declaró el Estado de guerra declarada, Jakobs se refirió a estos acontecimientos como un ejemplo de derecho penal del enemigo, pero ya no la consideró tan peyorativo.
Se habla por ello de un segundo Jakobs (1999/2003) que fundamenta la legitimidad del Derecho Penal del enemigo, en el derecho de los ciudadanos a la obtención de un mínimo de seguridad frente a quienes no cabe establecer cognitivas. Ahora bien, este segundo Jakobs insiste en que hay que mantener separados ambos ordenamientos jurídicos pues obedecen a dos lógicas distintas.

## Garantía cognitiva
Günther sostiene que hay que distinguir entre delincuentes que han cometido un error y aquellos que pueden destruir el ordenamiento jurídico. Los primeros son personas y deben ser tratados como tales, pues ofrecen garantía cognitiva suficiente de un comportamiento personal. A quienes no ofrecen esa seguridad cognitiva, el Estado no debe tratarlos como persona, pues entonces vulneraría el derecho a la seguridad de las demás personas. En palabras de Kant, según Jakobs, separarse de los enemigos significa protegerse frente a ellos.

## Desarrollo del concepto de derecho penal del enemigo
El concepto de derecho penal del enemigo se ha venido desarrollando desde entonces, bien para cuestionarlo y rechazarlo como contrario a un modelo de Estado democrático y de derecho, bien para justificarlo por quienes lo consideran filosóficamente bien fundamentado.
Se han propuesto diversas tesis, otras denominaciones y otros marcos como "el derecho penal de autor". Raúl Zaffaroni, aborda lo que ha sido el enemigo en la Historia del Derecho Penal y llega a la conclusión:

la admisión jurídica del concepto de enemigo en el derecho (que no sea estrictamente de guerra) siempre ha sido lógica e históricamente, el germen o primer síntoma de la destrucción autoritaria del estado de derecho

Lo cierto es que los legisladores están produciendo normas que tienen la naturaleza del derecho penal del enemigo. Esto no lo dudan ni quienes las consideran conformes a los principios del Estado de Derecho ni quienes las consideran "estados de excepción no declarada".

### Ideas clave
En el concepto Derecho Penal del enemigo se arraciman ideas clave que Jakobs desarrolla a partir de lo que, en su opinión, tiene fundamento en teorías filosóficas:
- Persona: "todo aquel que presta fidelidad al ordenamiento jurídico con cierta fiabilidad tiene derecho a ser tratado como persona y quien no lleve a cabo esta prestación puede ser heteroadministrado, lo que significa que no será tratado como persona".[8]
- Ciudadano: "presta el apoyo cognitivo de la norma, orientándose cotidianamente con base al Derecho. Un individuo que no admite ser obligado a entrar en un estado de ciudadanía, no puede participar de los beneficios del concepto de persona".[9]
- Función de la pena: "en el caso normal del delito, la pena es una especie de indemnización que es ejecutada forzosamente a costa de la persona del delincuente. El derecho penal dirigido específicamente contra terroristas, tiene más bien el cometido de garantizar la seguridad, que el de mantener la vigencia del ordenamiento jurídico".[10]

## Delincuencia Organizada como inserción del Derecho Penal del Enemigo en la legislación mexicana
En la legislación mexicana se pueden encontrar rasgos muy distintivos del Derecho Penal del Enemigo a partir de la Constitución, que en su artículo 16, párrafo octavo decreta que se puede arraigar a una persona hasta por ochenta días si se le acusa de Delincuencia Organizada; mientras en el párrafo noveno del mismo artículo se especifica que se debe entender por Delincuencia Organizada a una organización de hecho de tres o más personas para cometer delitos en forma permanente o reiterada, en los términos de la ley en la materia.
La ley en la materia a la que se refiere es la Ley Federal Contra la Delincuencia Organizada, que en su artículo segundo refiere que cuando tres o más personas se organicen de hecho para realizar, en forma permanente o reiterada, conductas que por sí o unidas a otras, tengan como fin o resultado cometer delitos como el terrorismo, delitos contra la salud, falsificación de moneda, tráfico de armas u órganos o secuestro, entre otros, serán considerados y sancionados como miembros de la Delincuencia Organizada y en su artículo cuarto nos habla de los excedentes en las penas independientemente de la pena aplicable por el delito cometido.
En ambos textos legislativos se pueden observar los principios bajo los que se rige el Derecho Penal del Enemigo que son:
I.  Distinguir a las personas de las no personas, lo que queda de manifiesto desde el momento mismo de generar una ley que los diferencia.
II.  Anticiparse al peligro, teniendo la posibilidad de castigar los fines de la conducta sin que esta se haya concretado.
III. Aplicar penas más severas a los enemigos del Estado que como se mencionó, está perfectamente representado por el artículo cuarto de la Ley Federal Contra la Delincuencia Organizada.